# Trivia ritteri
Trivia ritteri är en snäckart som beskrevs av Raymond 1903. Trivia ritteri ingår i släktet Trivia och familjen Triviidae. Inga underarter finns listade i Catalogue of Life.